# Sokop
Sokop is een bestuurslaag in het regentschap Kepulauan Meranti van de provincie Riau, Indonesië. Sokop telt 1264 inwoners (volkstelling 2010).